# 원주공항
원주공항(原州空港, 영어: Wonju Airport, IATA: WJU, ICAO: RKNW)은 강원특별자치도 횡성군 횡성읍 곡교리에 있는 공항으로 활주로는 원주시 소초면 의관리에 대부분이, 둔둔리에 일부가 존재하고 있으나 청사 및 공항 관련 건축물은 모두 횡성군 횡성읍에 있다. 이 때문에 원주횡성공항으로도 불리며 군 전용비행장으로 쓰이던 시절에도 횡성비행장으로 불렸으며 또한 공항 청사와 활주로가 따로 있기 때문에 탑승수속 후 공항 청사에서 셔틀버스에 탑승하여 활주로로 이동한 뒤 비행기에 탑승한다.

## 역사
- 일자불명 : 횡성비행장으로 개항. 한국 전쟁 당시 횡성비행장(K-46) 코드 부여
- 1975년 : 대한민국 공군으로 소속 변경. 공군 비행장이 됨.
- 1995년 11월 : 개항 공사 착수
- 1997년 2월 28일 : 개항 및 대한항공 원주 - 김해, 제주 노선 신규취항
- 1999년 8월 2일 : 원주 - 제주 노선 폐지
- 2002년 7월 15일 : 원주 - 부산 노선 폐지
- 2002년 10월 29일 : 원주 - 제주 노선 재운항[1]
- 2019년 3월 31일 ~ 10월 26일 : 원주 - 제주 노선 주2회 증편 운항
- 2020년 3월 : 코로나19로 인해 전 노선 운항중단
- 2020년 10월 8일 : 진에어 제주 노선 신규취항 및 대한항공 철수
- 2021년 7월 2일 : 원주 - 제주 노선 오전 출발 시간 조정[3]

## 운항 노선
| 항공사 | 목적지 |
| ------ | ------ |
| 진에어 | 제주   |

## 이용객 추이
| 연도       | 1997년  | 1998년 | 1999년  | 2000년 | 2001년  | 2002년  | 2003년 | 2004년 | 2005년 | 2006년 |
| ---------- | ------- | ------ | ------- | ------ | ------- | ------- | ------ | ------ | ------ | ------ |
| 운항(편수) | 1,607   | 1,475  | 1,372   | 1,377  | 1,280   | 615     | 715    | 960    | 694    | 694    |
| 여객 (명)  | 121,944 | 87,278 | 86,196  | 84,403 | 73,491  | 29,621  | 58,355 | 95,422 | 75,514 | 80,361 |
| 연도       | 2007년  | 2008년 | 2009년  | 2010년 | 2011년  | 2012년  | 2013년 | 2014년 | 2015년 | 2016년 |
| 운항(편수) | 687     | 706    | 706     | 673    | 696     | 704     | 688    | 689    | 706    | 699    |
| 여객 (명)  | 79,102  | 78,754 | 74,201  | 70,522 | 72,226  | 82,759  | 79,719 | 76,150 | 75,146 | 78,567 |
| 연도       | 2017년  | 2018년 | 2019년  | 2020년 | 2021년  | 2022년  |        |        |        |        |
| 운항(편수) | 705     | 690    | 904     | 404    | 1,212   | 1,400   |        |        |        |        |
| 여객 (명)  | 81,560  | 85,725 | 111,485 | 37,729 | 132,339 | 193,239 |        |        |        |        |

- 강원도의 적극적인 탑승률 제고 노력으로 2012년 탑승률이 최근 5년간 최고치(72.3%)를 기록했다.[6]

## 특징
공항 청사와 활주로가 따로 위치하고 있는데 실제로 원주공항의 여객 청사는 횡성군 횡성읍 곡교리에 위치하고 있으나 계류장 및 활주로는 약 1.7km 떨어진 원주시 소초면 의관리에 소재한 공군 제8전투비행단이 주둔하고 있는 공군 비행장에 위치한다. 
실제로 5번 국도를 통해 공항 여객청사 부근을 지나가거나 공항 여객청사를 방문하면 공항 여객청사 건물은 있긴 하지만 활주로 및 계류장은 군사 시설물이기 때문에 보안 유지를 위해 지도에 표기를 하지 않는다.
따라서 민항기 탑승시에는 횡성군에 소재한 여객 청사에서 탑승수속 및 보안 검색을 마친 후 셔틀버스를 타고 약 10~20분간 이동하여 공군 비행장 내 민항기 계류장에 도착한 후 여객기에 탑승해야 한다.

## 시설 규모
- 계류장에는 에어버스 A300-600R급 항공기 1기가 동시에 주기할 수 있다.
- 길이 2,743m, 넓이 46m의 활주로 1본이 설치되어 있으며 연간 항공기 처리 능력은 115,000대이다.
- 여객터미널은 연간 25만명의 여객을 처리할 수 있다.
- 항행안전시설 : 무선표지(TVOR), 항공등화
- 공항등급 : CAT-I

## 사건 및 사고
- 2012년 11월 15일 원주공항을 이륙한 블랙이글 소속 T-50B 항공기가 횡성 부근에서 추락하였다.

## 같이 보기
- 대한민국의 공항